# Maurizio Biondo
Maurizio Biondo (né le 15 mai 1981 à Vimercate, dans la province de Milan, en Lombardie) est un coureur cycliste professionnel italien, membre de l'équipe Meridiana Kamen.

## Biographie
Le 12 août 2009, il est contrôlé positif à l'EPO CERA. Il est suspendu 2 ans par la CONI.

## Palmarès
- 1999
  -  Médaillé de bronze du championnat du monde de poursuite par équipes juniors
  - 5e du championnat du monde sur route juniors
- 2000
  -  Champion d'Italie de poursuite par équipes
- 2001
  -  Champion d'Italie du contre-la-montre espoirs
  - Mémorial Daniele Angelini
  - Coppa del Grano
  - Prologue du Baby Giro (contre-la-montre par équipes)
  -  Médaillé de bronze du contre-la-montre aux Jeux méditerranéens
  - 3e de la Targa Libero Ferrario
- 2002
  - 3e étape du Tour de Berlin
  - 3e du Tour de Berlin
- 2003
  - 2e de la Roue tourangelle
  - 2e du championnat d'Italie du contre-la-montre espoirs
  - 2e du Grand Prix de Waregem
- 2004
  - Trofeo Pina e Mario Bazzigaluppi
- 2005
  - Trofeo Zssdi
  - Giro del Valdarno
  - 2e du Trofeo Comune di Acquanegra sul Chiese
  - 3e de la Coppa Collecchio
  - 3e de la Coppa Città di San Daniele
- 2006
  - Trophée Edil C
- 2007
  - Tour de Navarre
    - Classement général
    - 1re étape

  - 2e de la Clásica Memorial Txuma
- 2008
  - Tour du district de Santarém
    - Classement général
    - 3e étape (contre-la-montre)

  - 3e du championnat d'Italie du contre-la-montre
  - 3e du Grand Prix de la ville de Camaiore
- 2009
  - Tour de Drenthe
  - 5e étape du Tour du Danemark (contre-la-montre)
  - 2e du Tour du Danemark
  - 3e du championnat d'Italie contre-la-montre

## Classements mondiaux
| Année           | 2005 | 2006 | 2007 | 2008 |
| --------------- | ---- | ---- | ---- | ---- |
| UCI Europe Tour | 338e | 286e | 133e | 94e  |